# Karl Henrik Karlsson
Pour les articles homonymes, voir Karlsson.
Karl Henrik Karlsson, né le 12 novembre 1856 à Dingtuna församling (sv) et mort le 24 mai 1909 à Engelbrekts församling (sv), est un historien suédois.

## Biographie
Karl Henrik Karlsson est né le 12 novembre 1856 à Dingtuna församlin.